# René de Challant
René de Challant (également italianisé en Renato di Challant), né entre 1502 et 1504 à Issogne et mort le 11 juillet 1565 à Ambronay, 5e comte de Challant (1517 à 1565), est un administrateur, diplomate et soldat au service de la maison de Savoie. Il est considéré comme l'un des plus illustres membres de la maison de Challant.

## Biographie
René est le fils de Philibert de Challant (mort en 1517) et de son épouse Louise d’Aarberg (morte en 1519) fille de Claude d'Aarberg-Valangin (mort en 1518), comte de Neuchâtel en Suisse. Il serait né soit en 1502, année où il fut baptisé, soit en 1503,,, ou peut être l'année suivante, au château d'Issogne, possession de la famille de Challant depuis la fin du XIVe siècle. Le début de l'année 1502 est la période donnée pour le mariage de ses parents. C'est d'ailleurs l'année donnée pour la restauration de la chapelle du château,. Il est, de par sa naissance, l'héritier des biens de la famille d'Aarberg-Valangin.
René de Challant commence sa carrière à 15 ans comme conseiller et chambellan du duc Charles III de Savoie. Il est fait chevalier du collier de l'Annonciade le 12 octobre 1518 et nommé maréchal de Savoie en 1527. Il sera le dernier à porter ce titre jusqu’en 1567,. L’année suivante il assiste au baptême du futur duc Emmanuel-Philibert. Le 10 octobre 1529 il est nommé lieutenant-général de Savoie et effectue des missions diplomatique en Suisse à Berne (1529-1532) et en Espagne (1538).
Au cours de l’occupation de la plus grande partie des États de Savoie par les troupes françaises entre 1536 et 1559, il demeure d’une indéfectible fidélité à la maison de Savoie.
En 1536 il préside comme gouverneur de la Vallée d'Aoste à la constitution du Conseil des Commis qui prend en mains les destinées de la Vallée d'Aoste et permet d’éviter son occupation par les armées françaises.
Il est envoyé en ambassade auprès de l’empereur Charles Quint (1538-1540). Puis il est envoyé en mission diplomatique dans les cours de Milan (1543), de Vienne (1545-1547) et enfin de Paris (1556).
En 1553, à la mort du duc Charles III de Savoie, il est nommé lieutenant-général par le duc Emmanuel-Philibert de Savoie (1528-1580). Capturé la même année au cours d’un combat à Verceil par les troupes du maréchal Charles de Cossé-Brissac, interné à Turin pendant près de deux ans, il est mis à rançon pour la somme considérable de 30 000 écus. Il doit se racheter lui-même et pour ce faire, il cède certains de ses châteaux de la Vallée d'Aoste (1554).
Après la conclusion des traités du Cateau-Cambrésis qui prévoyaient l’union du duc Emmanuel-Philibert de Savoie (1528-1580) avec la princesse Marguerite de France (1523-1574), sœur du roi de France Henri II et la restitution des États de Savoie à leur souverain légitime, c’est lui qui reprend possession au nom du duc de Savoie, des domaines des États de Savoie. Il restaure, au nom de son souverain, à Chambéry le « Sénat de Savoie » le 12 août 1559, avant d’être nommé lieutenant-général du Piémont.
Le 14 août 1556 il avait obtenu d'Emmanuel-Philibert de Savoie la validation de la désignation comme unique héritière de sa fille cadette Isabelle de Challant, au détriment de son aînée et des branches cadettes de la maison de Challant, ce qui entraînera de nombreuses contestations et de multiples procès.
René de Challant fait son testament le 31 mai 1557 et meurt à Ambronay le 11 juillet 1565. Il est inhumé dans l’église de Bourg-en-Bresse.

## Titres
Pair du duché de Savoie et comte de Challant en 1517. Chevalier de l’ordre de l'Annonciade (12 octobre 1518). Il est également : comte d'Aarberg, comte souverain avec le rang de « Prince » de Valangin (Neuchâtel), baron de Bauffremont (en Lorraine). Baron d’Aymavilles et de Châtillon, Seigneur de Graines (Saint-Martin, Ayas, Brusson, Gressoney et de la vallée du Lys), Andorno, Surpierre, Issogne, Ussel, Saint-Marcel, Verrès, Virieu-le-Grand (14 octobre 1532) et Coligny (16 décembre 1533) : deux fiefs situés en Bugey et en Bresse, et châtelain de Bard de 1517 à 1526.
Il hérite de plus en 1557 de la seigneurie de Montbreton et en 1560 celle de Varey, Usson et Retortour (près de Neuchâtel).

## Unions et postérité
René de Challant contracte quatre unions, mais il ne laisse que deux filles de son second mariage.
1. le 4 août 1522 avec Bianca-Maria_Scapardone, fille d'un usurier de Casale et veuve d'Hermès Visconti. Après avoir abandonné son mari trois mois après leur union, elle est exécutée à Milan le 20 octobre 1526 pour avoir fait assassiner l'amant avec lequel elle s'était enfuie, le comte Ardizino Valperga di Masino, qui par crainte des représailles de René de Challant voulait la quitter[1].
2. à Chambéry le 7 janvier 1528 avec Mencia de Portugal (ou Méncia de Lencastre † 1558) morte à Verceil le 3 septembre 1558, fille de Denis de Bragance, comte de Lemos (1481-1516 ; fils puîné de Ferdinand II duc de Bragance, lui-même fils de Ferdinand Ier, fils d'Alphonse Ier de Bragance, fils naturel du roi Jean Ier de Portugal), parente de la duchesse de Savoie Béatrice de Portugal[1], dont :
  - Philiberte de Challant (morte en 1589), écartée de la succession par le testament de son père pour inconduite[10] elle épouse à Turin en août 1565 un noble Milanais, Giuseppe Tornielli. Après une longue procédure qui ne se clôturera que le 24 décembre 1582 elle sera finalement déboutée.
  - Isabelle de Challant (1530-Turin le 14 février 1596) épouse le 1er octobre 1557 à Pavie Jean-Frédéric Madruzzo de Trente (mort en 1586) qui deviendra en 1568 le 6e comte de Challant.
3. à Chambéry en mai 1561 avec Marie de La Palud ou de Varax[1](morte en couches au Château d'Issogne le 24 mars 1563), fille de Jean III de La Palud-Jarnosse, comte de Varax et de la Roche-en-Montagne, sgr. de Varambon.
4. en juin 1563 avec Péronne de La Chambre[1] (morte en couches au Château d'Issogne en avril 1564), veuve de Claude de Toulongeon-Traves de Clermont-Gallerande et fille de Charles de La Chambre-(Seyssel)-Sermoyé.

René de Challant est également le père de plusieurs enfants illégitimes au nombre desquels :
- François († mai 1584) abbé de Saint-Sulpice en Bugey et prévôt commendataire de Saint-Gilles à Verrès en 1544.
- Claudine, (citée par de Tillier, Nobiliaire, p. 109)

## Légende
Une « Légende noire » évoquée par Xavier de Maistre dans son ouvrage «Le lépreux de la cité d'Aoste» rapporte que selon la tradition populaire le comte René de Challant poussé par les fureurs de la jalousie aurait laissé mourir de faim son épouse Mencie de Portugal dans le château de Bramafam: « Bramafam » (cri de faim) en francoprovençal Valdôtain.
Cette légende liée à une étymologie approximative est sans doute un souvenir déformé des déboires conjugaux du comte René de Challant avec sa première épouse.